# Staatscommissie herijking ouderschap
De Staatscommissie herijking ouderschap  is een Nederlandse staatscommissie, die in 2014 is ingesteld door staatssecretaris Teeven van Veiligheid en Justitie en zich buigt over vraagstukken rond afstamming, meerouderschap, meeroudergezag en draagmoederschap. De commissie is ingesteld naar aanleiding van een motie van de Tweede Kamerfractie van de SP welke verzocht om de instelling van een staatscommissie "familierecht". De commissie bracht haar rapport uit op 7 december 2016.

## Opdracht en onderzoek
Het werk van de Staatscommissie had te maken met juridische en maatschappelijke vraagstukken. Zij onderzocht draagmoederschap en meerouderschap en –gezag (in de zin van meer dan twee ouders). Maar ook de manieren waarop juridisch ouderschap ontstaat en het recht op afstammingsinformatie. De commissie keek naar alles wat daarbij een rol kan spelen en of, en zo ja welke, veranderingen in regelgeving wenselijk zijn. Daarbij gaat het bijvoorbeeld om de vraag of het wenselijk is dat er een regeling voor draagmoederschap komt of dat meerouderschap en meeroudergezag mogelijk zou moeten zijn. Maar ook of het noodzakelijk is om de manier waarop juridisch ouderschap ontstaat te wijzigen.
De Staatscommissie keek met het oog op de toekomst allereerst naar de uitgangspunten van het afstammingsrecht en het ontstaan van juridisch ouderschap dat verschillende vormen kent, bijvoorbeeld biologisch of sociaal ouderschap. Ook moest de commissie in kaart brengen welke wettelijke mogelijkheden er zijn voor meerouderschap, meeroudergezag en draagmoederschap. Daarbij zou nadrukkelijk gekeken worden naar ontwikkelingen in het buitenland. 
De deskundigen moesten zich uitspreken over mogelijkheden om leefvormen naar individuele inzichten in te richten. Dit omvatte de vraag of het huidige uitgangspunt dat een kind niet meer dan twee juridische ouders kan hebben en niet meer dan twee personen het gezag over het kind kunnen uitoefenen, moet veranderen. Als meerouderschap of meeroudergezag mogelijk moet worden, zal de commissie ook een voorstel doen voor de inhoud van een wettelijke regeling.

## Aanbevelingen en conclusies
De commissie publiceerde haar rapport onder de naam "Kind en Ouders in de 21ste eeuw" op 7 december 2016. Ze concludeerde onder meer dat het nodig is dat nieuwe regels worden opgesteld voor draagmoederschap, en dat meeroudergezinnen juridisch mogelijk gemaakt moeten worden. In totaal kwam de commissie met 68 aanbevelingen op het gebied van ouderschap, juridisch ouderschap, gezag en draagmoederschap.

## Leden
De staatscommissie wordt voorgezeten door Aleid Wolfsen (PvdA), voormalig burgemeester van Utrecht. De Staatscommissie heeft een brede samenstelling. Naast personen met gedegen kennis van kinderrechten en het Nederlandse personen- en familierecht maken ook een medicus, pedagoog en een ethicus deel uit van de commissie:
| Naam               | functie | politieke kleur | opmerkingen |
| ------------------ | --- | --------------- | ----------- |
| Aleid Wolfsen      | voormalig Burgemeester van Utrecht                                                                                                | PvdA            | voorzitter  |
| Inez de Beaufort   | hoogleraar gezondheidsethiek aan de Erasmus Universiteit Rotterdam                                                                |                 |             |
| Didi Braat         | hoogleraar Obstetrie & Gynaecologie, alsmede Voortplantingsgeneeskunde aan de Radboud Universiteit Nijmegen                       |                 |             |
| Wilma Eusman       | Advocaat te Amsterdam |                 |             |
| Jo Hermanns        | emeritus hoogleraar pedagogiek aan de Universiteit van Amsterdam                                                                  |                 |             |
| Fatih Ibili        | gerechtsauditeur bij de Hoge Raad der Nederlanden                                                                                 |                 |             |
| Theo Koens         | senior raadsheer in het gerechtshof ’s-Hertogenbosch                                                                              |                 |             |
| Ton Liefaard       | hoogleraar Kinderrechten aan de Universiteit Leiden                                                                               |                 |             |
| André Nuytinck     | hoogleraar privaatrecht aan de Erasmus Universiteit Rotterdam en hoogleraar burgerlijk recht aan de Radboud Universiteit Nijmegen |                 |             |
| Anne-Rigt Poortman | universitair hoofddocent Sociologie aan de Universiteit Utrecht                                                                   |                 |             |